# رؤوف وفايق
رؤوف وفايق (بالروسية: Рауф и Фаик)، هما ثنائي بوب روسي أذربيجاني، يتكون من الأخوين التوأم رؤوف وفايق ميرزايف (بالروسية: Рауф и Фаик Мирзаев) (من مواليد 7 يوليو 1999؛ إيجيفسك، روسيا). ولهم أحد أفضل الأغاني الروسية «الطفولة» (بالروسية: Детство)، التي صدرت في عام 2018. الإخوة من أصل أذربيجاني. يصدرون موسيقى غنائية باللغتين الروسية و‌الإنجليزية، على الرغم من أنهم يتحدثون اللغة الأذرية.

## السيرة الشخصية
وفقًا للأخوين، كان لديهم دائمًا شغف بالموسيقى، حيث ورثوا المواهب الموسيقية من جدهم لأمهم، الذي كانوا يعرفونه كمغني أوبرا ومدير دار أوبرا في باكو. بدأوا في دراسة الموسيقى في سن الرابعة؛ رأى جارهم أنهم موهوبون وعرض اصطحابهم إلى كلية تركز على الموسيقى، حيث عزفوا على البيانو حتى سن الثامنة، حيث انتقلوا إلى الغناء. غنوا لاحقاً مع بيت إبداع الأطفال (بالروسية: Доме детского творчества) واستوديو الموسيقى فوق قوس قزح (بالروسية: Выше радуги). وفقًا لـ الموسيقى أولاً (بالروسية: Музыки первого) فإن نطاقها الصوتي هو 4 1/2 أوكتافات.
نشأوا وهم يستمعون إلى موسيقى السول و‌موسيقى ريذم أند بلوز و‌موسيقى البوب في التسعينيات، نقلاً عن براين ماكنايت و‌مايكل جاكسون. في الآونة الأخيرة، علقوا على الإلهام من الفنانين الغربيين الذين «[لا يصنعوا] قمامة [موسيقى]»، مثل إكس إكس إكس تنتاسيون، الذين يعتبرونهم ملهمين للغاية، وبدرجة أقل، بوست مالون؛ على الرغم من أن ملفهم الشخصي على Music First يسرد أيضاً سام سميث.
قبل التركيز كليًا على الموسيقى (2014-2018)، عملوا كمغنين في المقهى.

## الموسيقى
حصد أول فيديو موسيقي لهم - صدر لأغنية "Love Remained Yesterday" - مئات الآلاف من المشاهدات وآلاف الإعجابات، مما أدى إلى عروض للغناء في أماكن متعددة. أصبح مقطع فيديو موسيقي لاحق لأغنية "I love you" (بالروسية: Я люблю тебя)، الأغنية رقم 28 الأكثر شعبية لعام 2018 على موقع التواصل الاجتماعي الروسي فكونتاكتي.
تم إصدار ألبومهم الأول، والذي يحمل أيضًا عنوان "I love you"، في وقت لاحق من عام 2018. وفقاً للأخوين، استثمروا 1500 روبل فقط (حوالي 25 دولارًا أمريكيًا) في الإعلان عن الألبوم. على الرغم من قلة الدعاية المتأصلة، وصلت أغنية «الطفولة» (بالروسية: Детство) إلى المرتبة الأولى في فكونتاكتي.
"PAIN & MEMORIES"، ألبومهم الثاني في الاستوديو، الذي صدر في 15 مارس 2019، وسرعان ما وصل إلى المركز الثامن على أبل ميوزك.
منذ بدء مسيرتهم المهنية الموسيقية، تجول الأخوان في أكثر من 20 مدينة روسية، إستونيا، فنلندا، السويد، و‌ألمانيا.